# Оптическое волокно с двойным покрытием

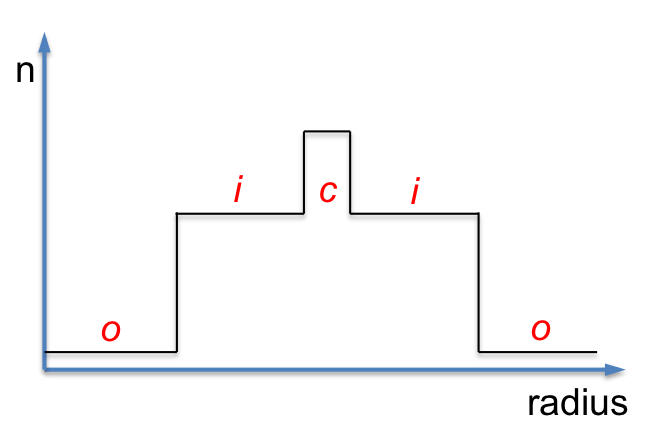
Профиль показателя преломления оптоволокна с двойным покрытием для высокомощных волоконных лазеров и усилителей. c сердцевина, i внутренняя оболочка, o внешняя оболочка.

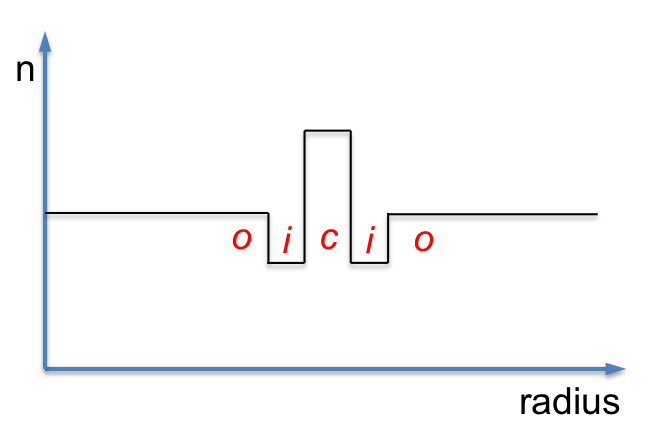
Компенсирующий дисперсию профиль показателя преломления в оптоволокне с двойным покрытием. c сердцевина, i внутренняя оболочка, o внешняя оболочка.

Опти́ческое волокно́ с двойны́м покры́тием (англ. DCF, double-clad fiber) — тип оптического волокна, которое состоит из трёх слоёв. Внутренний слой называется сердцевиной, окружающий его — внутренней оболочкой, а внешний — внешней оболочкой. Все три слоя имеют различные показатели преломления.
Существует два различных типа DCF. Первый был разработан на ранних этапах развития волоконной техники и предназначался для изменения дисперсии оптических волокон. В волокнах такого типа сердцевина проводит большую часть светового потока, а её оболочки изменяют волноводную дисперсию сигнала. Второй тип DCF был разработан в 1980-х годах для использования в волоконных усилителях и волоконных лазерах. В них сердцевина легируется ионами редкоземельных элементов. Внутренняя оболочка и сердцевина образуют световод, в котором происходит генерация, а внутренняя внешняя оболочки образуют световод, в котором распространяется излучение накачки. В лазерных и усилительных DCF показатель преломления ступенчато уменьшается с удалением от центра волокна. Внешняя оболочка часто делается из полимерных материалов.

## Волокно с компенсированной дисперсией
В волокне с двойным покрытием и компенсированной дисперсией внутренняя оболочка имеет более низкий показатель преломления, чем внешняя. Иногда этот тип волокон называют волокнами с уплотнённой внутренней оболочкой и W-профилированным волокном (по симметричному графику показателя преломления, напоминающему латинскую букву W).
Преимуществом этого типа волокон являются очень малые потери на микроизгибы (англ. Bend radius). В нём также имеются точки с нулевой дисперсией и малой дисперсией для широкого диапазона длин волн по сравнению с обычным оптоволокном. Подобное управление дисперсией используется для компенсации хроматической дисперсии в ВОЛС.